# Feliks Leon Stobiński
Feliks Leon Stobiński (ur. 21 lutego 1834 w Krakowie lub Kielcach, zm. 15 kwietnia 1888 w Pułtusku) – polski aktor teatralny, dyrektor teatrów prowincjonalnych i przedsiębiorca teatralny.

## Kariera aktorska
Od wczesnych lat do 1860 r. występował w zespole swojego ojca. Jako dyrektor teatru prowincjonalnego występował okazjonalnie w innych zespołach, m.in. Jana Chrzciciela Okońskiego, Juliana Grabińskiego, Jana Chełmikowskiego, Józefa Gaweckiego, Kazimierza i Stanisława Sarnowskich oraz Karola Kremskiego, a także w warszawskich teatrach ogródkowych: "Alhambra" i "Tivoli". Wystąpił m.in. w rolach: Rafaela (Kobiety z kamienia), Oskara (Czaszka mordercy), Garrika (Doktór Robin), Antona (Nocleg w Apeninach), Rotmistrza (Damy i huzary), Dziszewskiego (Radcy pana radcy), Ziębę (Nikt mnie nie zna), Szymona (Biedny rybak).

## Zarządzanie zespołami teatralnymi
W latach 1864–1865 zarządzał zespołem teatralnym w Płocku. W 1866 r. po rozpadzie zespołu Józefa Gaweckiego zorganizował własny zespół, z którym początkowo występował w Kaliszu, a następnie rozpoczął objazd po Królestwie Polskim. Zespół wędrował nieustannie do 1885 r., odwiedzając m.in.: Kutno, Łęczycę, Rawę Mazowiecką, Lipno, Mławę, Koło, Pułtusk, Łomżę, Radom, Kielce, Pińczów, Iłżę, Włodawę, Puławy, Hrubieszów, Zamość, Janów Lubelski, Żyrardów, Ostrołękę, Szczuczyn, Augustów, Wiłkowyszki, Mariampol, Ciechanów, Częstochowę, Radomsko, Włoszczowę, Łask, Tomaszów Mazowiecki, Wieluń i Aleksandrów Kujawski.

## Życie prywatne
Był synem pary aktorów: Agnieszki z Cieplików i Feliksa Stobińskiego. Był żonaty z aktorką teatrów prowincjonalnych Matyldą Perchorowicz, która prawdopodobnie była jego trzecią żoną. Ich córką była Maria Stobińska, również aktorka. W młodości przez pewien okres (pomiędzy rokiem 1860 a 1864) pracował poza branżą teatralną, jako fotograf i pisarz u rejenta. Zmarł w nędzy.. 